# John Barrasso
John Anthony Barrasso (nascido em 21 de julho de 1952) é um político e médico americano, atualmente exercendo o cargo de senador de Wyoming. É membro do partido republicano, mais foi nomeado pelo governador democrata Dave Freudenthal para suceder o Craig Thomas, tomando posse em 25 de junho de 2007. Ele venceu uma eleição especial em 2008, para preencher por quatro anos restantes do mandato de Thomas.